# NGC 835
NGC 835 este o galaxie seyfert de tip 2⁠(d) situată în constelația Balena. A fost descoperită în 28 noiembrie 1785 de către William Herschel. Se află la o distanță de 58,8 de megaparseci de Pământ.